# Malawi
Malawi, abans anomenat Nyasalàndia (Nyassaland), és un país de l'Àfrica oriental, situat a la riba del llac Niassa (o llac Malawi) i que limita al nord i a l'est amb Tanzània, a l'est, sud i oest amb Moçambic i a l'oest amb Zàmbia. La capital és Lilongwe i la ciutat més gran. Blantyre és la segona ciutat més gran, Mzuzu la tercera, i Zomba la quarta i l'antiga capital. Malawi abasta més de 118.484 km² i té una població estimada de 19.431.566 (a gener de 2021). El llac Malawi, també conegut com a llac Nyasa, ocupa aproximadament un terç de la superfície de Malawi i forma part de la frontera amb Tanzania i Mozambique. El país és sobrenomenat "el cor càlid d'Àfrica" per la amabilitat de la seva població.
Malawi té un clima subtropical.
Malawi és un dels països menys desenvolupats del món. La majoria de l'economia es basa en l'agricultura, i té una població en gran part rural i de creixement ràpid. El govern de Malawi depèn en gran manera en l'ajuda externa per satisfer les seves necessitats de desenvolupament, tot i que la quantitat necessària (i l'ajuda ofert) ha disminuït des de l'any 2000.
Malawi té una baixa esperança de vida i una elevada mortalitat infantil. El VIH/SIDA és molt freqüent, i això redueix la força de treball i requereix una despesa pública més gran.

## Història
Malawi va ser poblat cap al segle X per bantus, desplaçant caçadors-recol·lectors no organitzats de la zona. Al segle xv es va aliar les tribus locals per formar l'Imperi Maravi i comerciar amb els colons portuguesos durant les dècades posteriors.
Durant els temps colonials aquest territori era conegut com a Nyasalàndia i era una colònia del Regne Unit. El nom Nyasalàndia fa referència al llac Niassa, ara anomenat llac Malawi, situat a l'est del país.
L'any 1953 l'Oficina Colonial Britànica (British Colonial Office) va crear la Federació de Rhodèsia i Nyasalàndia (Federation of Rhodesia and Nyasaland), que incluïa Nyasalàndia, Rhodèsia del Sud (l'actual Zimbàbue), i Rhodèsia del Nord (l'actual Zàmbia).
El 6 de juliol del 1964 Nyasalàndia va assolir la independència, passant a anomenar-se Malawi.
Actualment Malawi juga un important paper diplomàtic a la regió.

## Política

### Presidents de la República de Malawi
- 1966–1994: Hastings Kamuzu Banda
- 1994–2004: Bakili Muluzi
- 2004–2012: Bingu wa Mutharika
- 2012–2014: Joyce Banda
- 2014–2020: Peter Mutharika
- 2020+ : Lazarus Chakwera

## Divisió administrativa

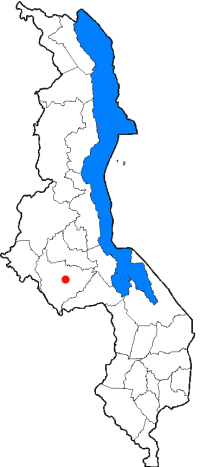
districtes de Malawi, la capital Lilongwe en vermell

Malawi està dividit en 28 districtes dins de tres regions:
| Regió Central - 1 – Dedza - 2 – Dowa - 3 – Kasungu - 4 – Lilongwe - 5 – Mchinji - 6 – Nkhotakota - 7 – Ntcheu - 8 – Ntchisi - 9 – Salima | Regió Nord - 10 – Chitipa - 11 – Karonga - 12 – Likoma - 13 – Mzimba - 14 – Nkhata Bay - 15 – Rumphi | Regió Sud - 16 – Balaka - 17 – Blantyre - 18 – Chikwawa - 19 – Chiradzulu - 20 – Machinga - 21 – Mangochi - 22 – Mulanje - 23 – Mwanza - 24 – Nsanje - 25 – Thyolo - 26 – Phalombe - 27 – Zomba - 28 – Neno |

## Geografia

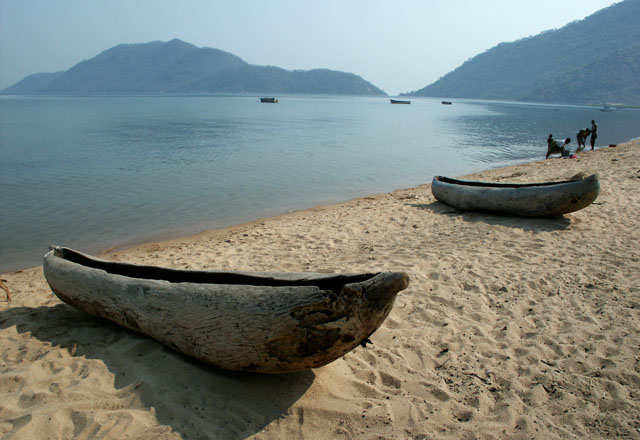
Llac Malawi

Malawi és un país sense mar que es troba al sud-est d'Àfrica. Limita amb Zàmbia al nord-oest, Tanzània al nord-est i Moçambic al sud, sud-oest i sud-est. Es troba entre les latituds 9° i 18°S, i les longituds 32° i 36°E.
La Gran Vall del Rift travessa el país de nord a sud, i a l'est de la vall es troba el llac Malawi (també anomenat llac Nyasa), que ocupa més de tres quartes parts del límit oriental de Malawi. El llac Malawi de vegades s'anomena llac Calendar ja que fa unes 365 milles (587 km) de llarg per 52 milles (84 km) d'ample. El riu Shire discorre des de l'extrem sud del llac i s'uneix al riu Zambezi 400 quilòmetres més al sud, a Moçambic. La superfície del llac Malawi es troba a 457 metres sobre el nivell del mar, amb una profunditat màxima de 701 metres, cosa que significa que el fons del llac està a més de 213 metres sota el nivell del mar en alguns punts.
A les regions muntanyoses de Malawi, que envolten la vall del Rift, els altiplans s'eleven generalment de 900 a 1.200 metres sobre el nivell del mar, encara que alguns ho fan fins a 2.400 metres, al nord. Al sud del llac Malawi hi ha les terres altes de Shire, un terreny ondulat situat a uns 900 metres sobre el nivell del mar. En aquesta zona els cims de l'altiplà de Zomba i de Mulanje s'eleven fins als 2.134 i 3.048 metres respectivament.
La capital de Malawi és Lilongwe , i el seu centre comercial és Blantyre amb una població de més de 500.000 habitants. Malawi té dos llocs inclosos a la llista del Patrimoni Mundial de la UNESCO. El parc nacional del llac Malawi fou inclòs el 1984 i l'àrea d'art rupestre de Chongoni ho fou el 2006.
El clima de Malawi és càlid a les zones baixes del sud del país i temperat a les terres altes del nord. L'altitud modera el que d'altra manera seria un clima equatorial. Entre novembre i abril, la temperatura és càlida amb pluges equatorials i tempestes, i les tempestes assoleixen la seva intensitat màxima a finals de març. Després de març les pluges disminueixen ràpidament i de maig a setembre boires humides s'estenen des de les terres altes cap als altiplans, gairebé sense pluja durant aquests mesos.

### Flora i fauna

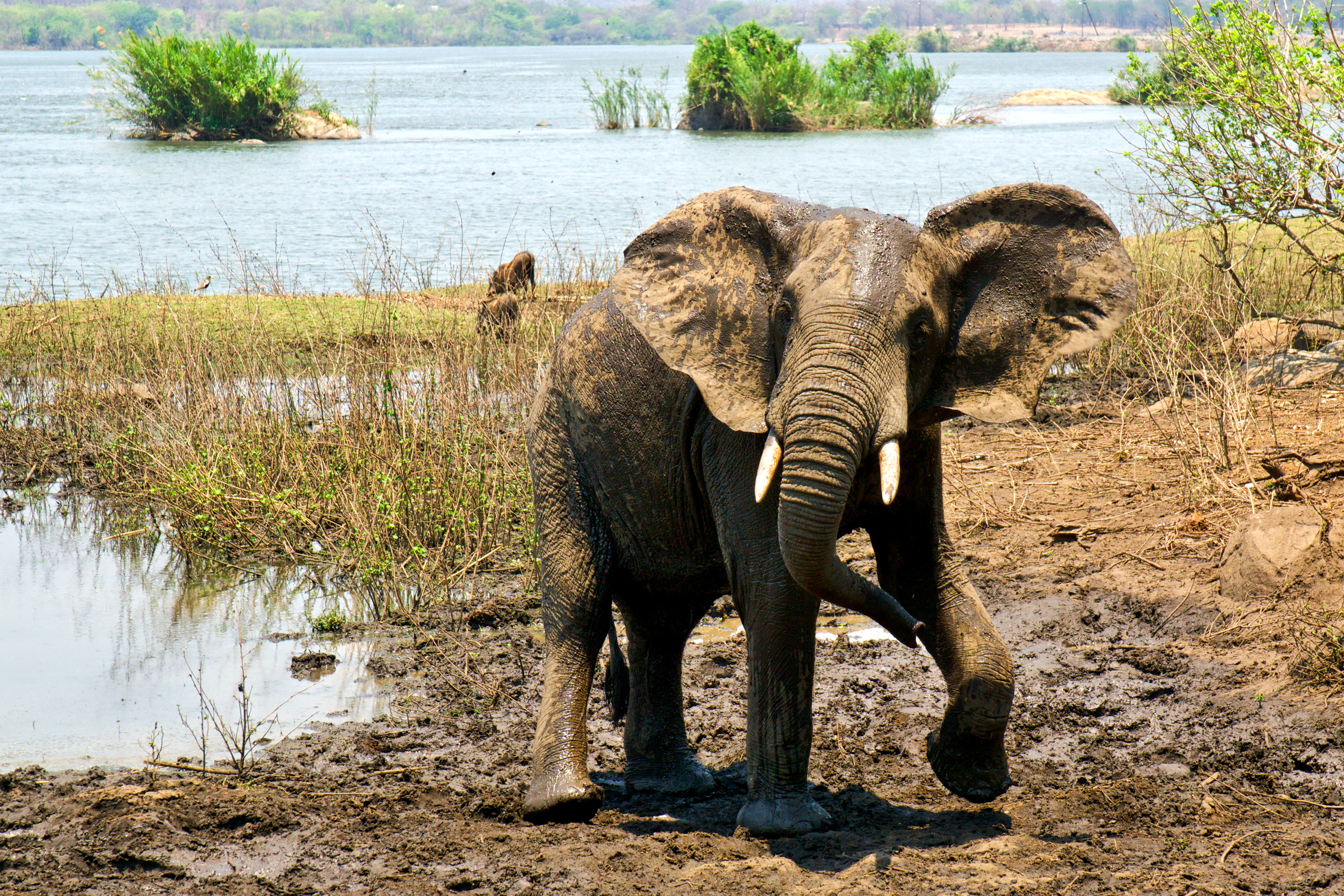
Elefant a la Reserva de Fauna de Majete.

La vida animal autòctona de Malawi inclou mamífers com elefants, hipopòtams, antílops, búfals, grans felins, micos, rinoceronts i ratpenats; una gran varietat d'ocells, com ara rapinyaires, lloros i falcons, aus aquàtiques i grans limícoles, mussols i ocells cantors. S'ha descrit que el llac Malawi té una de les faunes de peixos més riques del món, ja que és la llar d'uns 200 mamífers, 650 ocells, més de 30 mol·luscs i més de 5.500 espècies de plantes.
Set ecorregions terrestres es troben dins de les fronteres de Malawi: els boscos de miombo del Zambezi central, la sabana arbrada de miombo oriental, la sabana arbrada de miombo meridional, els boscos del Zambezi i de mopane, la prada inundada del Zambeze, el mosaic de bosc i pastures muntanyenques de Malawi Meridional i el mosaic de forest i pastures montanes del Rift austral
Hi ha cinc parcs nacionals, quatre reserves de fauna i caça i dues àrees protegides més a Malawi. El país tenia una puntuació mitjana de l'Índex d'Integritat del Paisatge Forestal del 2019 de 5,74/10, cosa que el situava en el lloc 96 a nivell mundial sobre un total de 172 països.

## Llengües
Les llengües oficials o nacionals són el nyanja, el tumbuka i l'anglès. El SIL Internacional ha llistat un total de 14 llengües a Malawi, totes vives:
- Afrikaans.
- Anglès: 16.000 persones la tenen com a llengua materna a Malawi.
- Kachchi.
- Kokola: 200.000 parlants a la frontera sud-est de Malawi, al sud de Mlanje i Cholo i al nord de Chiromo. també es parla a Moçambic.
- Lambya: 45.000 parlants a Malawi, a la frontera del nord-oest amb Tanzània i Zàmbia. també es parla a Tanzània.
- Lomwe de Malawi: 250.000, al sud-est, al sud del llac Kilwa.
- Ndali: 70.000 parlants a Malawi.
- Nyakyusa-ngonde: 300.000 a Malawi, al nord del país, a l'oest del llac Malawi, al sud de Lambya.
- Nyanja: 7.000.000 parlants a Malawi, al sud-oest i al centre-oest de Malawi. També es parla a Botswana, Moçambic, Zàmbia i Zimbàbue.
- Sena de Malawi: 270.000 parlants a la frontera del sud amb Moçambic.
- Tonga: 170.000 parlants al nord de Bandawe, a la província del Nord, a l'oest del llac Malawi.
- Tumbuka: 940.000 parlants a Malawi, a la província del nord, al sud e Ngonde, al nord de Tonga i de Ngoni. També es parla a Zàmbia.
- Yao: 1.000.000 parlants a Malaxi, al sud-est del llac Malawi, a la frontera amb Moçambic. També es parla a Moçambic, Tanzània i Zàmbia.
- Zulu: 37.480 parlants a Malawi.

A més a més, també es parla el bemba, el bengalí, el fipa, el grec (2000), el gujarati (5000), el portuguès (9000) i el shona.

## Economia
Article principal: Economia de Malawi.
L'economia de Malawi es basa en l'agricultura i en l'exportació del tabac.
És un dels països més densament poblats de l'Àfrica subsahariana, on la població ha crescut a una tasa molt més alta que els recursos locals. Actualment Malawi necessita l'ajuda exterior i és un dels estats més altaments endeutats del món.

### Agricultura i indústria

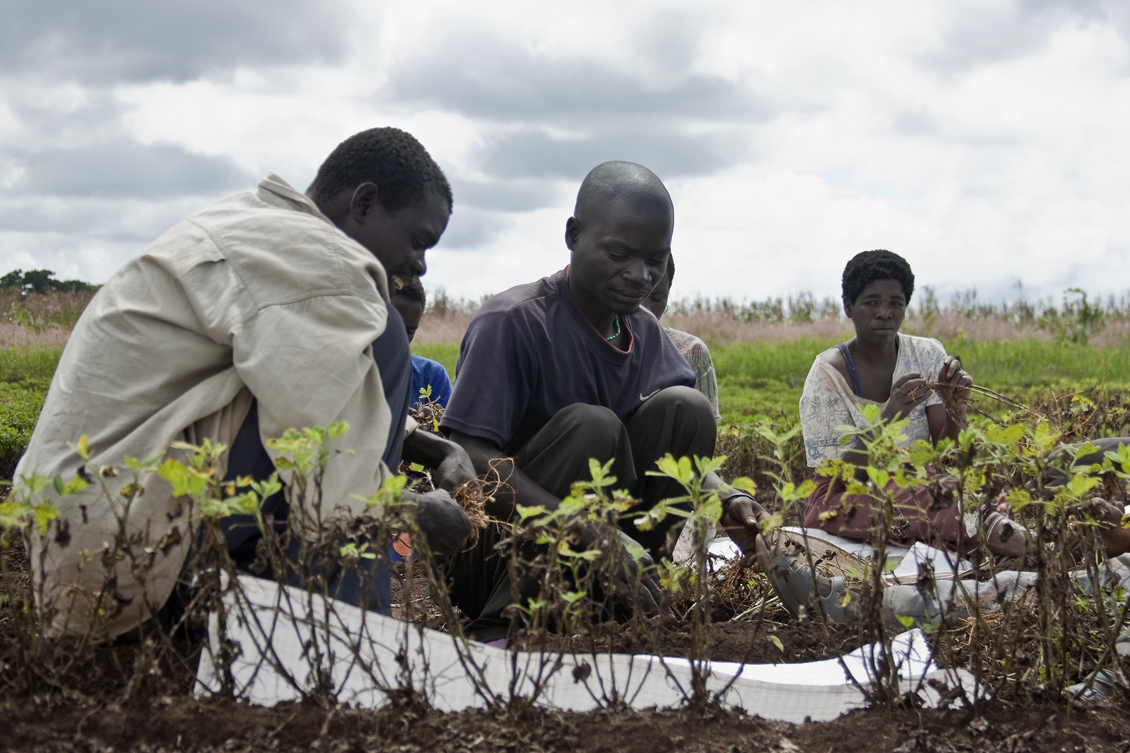
Collita de cacauets en una estació de recerca agrícola a Malawi

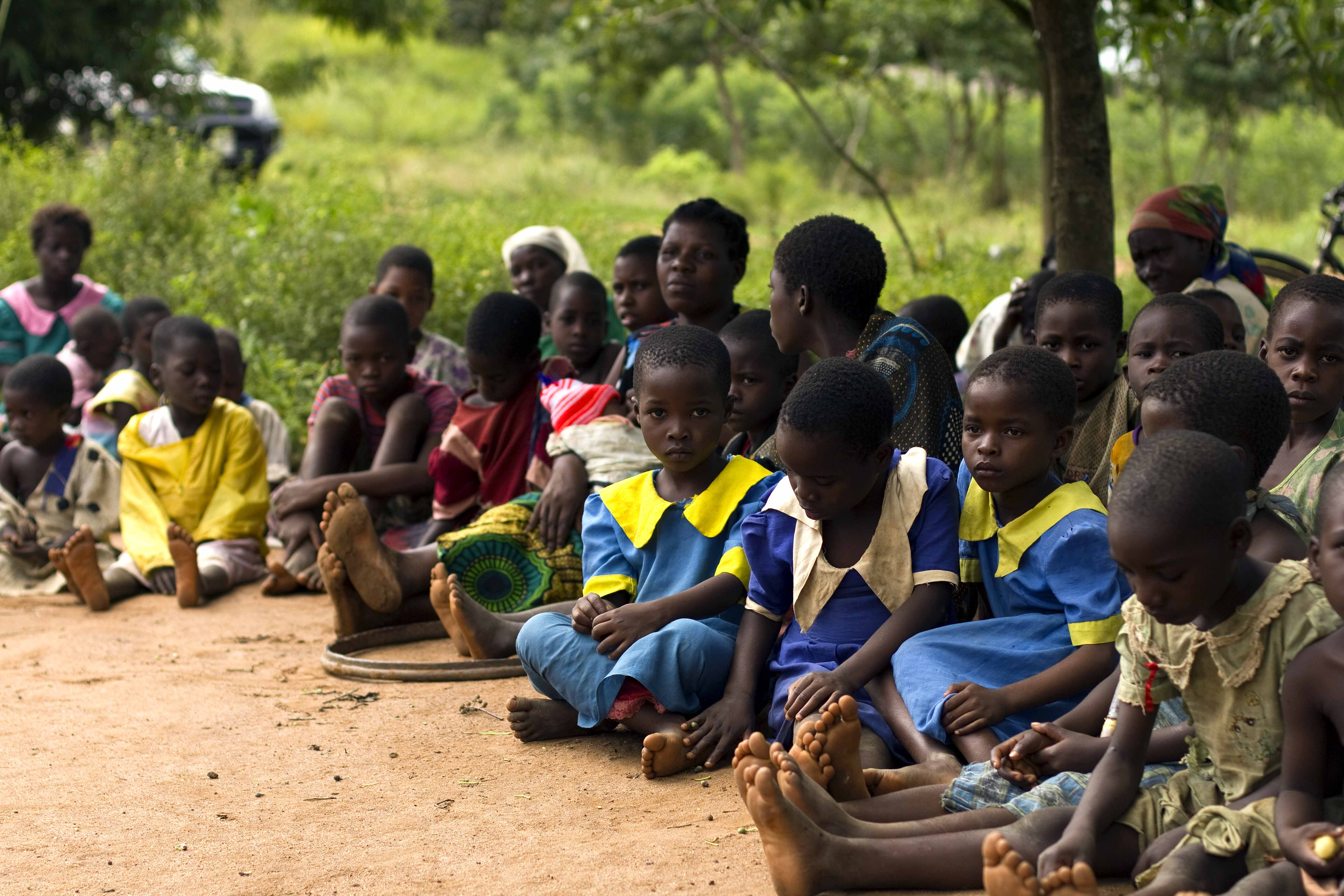
Nens assistint a una reunió d'agricultors al poble de Nalifu (Mulanje)

L'economia de Malawi és predominantment agrícola. Més del 80% de la població es dedica a l'agricultura de subsistència, tot i que l'agricultura només va contribuir al 27% del PIB el 2013. El sector serveis representa més de la meitat del PIB (54%), en comparació amb l'11% de la indústria i el 8% per a altres indústries, inclosa la mineria d'urani. Malawi inverteix més en agricultura (com a part del PIB) que qualsevol altre país africà: el 28% del PIB.
Els principals productes agrícoles de Malawi inclouen tabac, canya de sucre, cotó, te, blat de moro, patates, sorgo i el bestiar boví i caprí. Les principals indústries són el processament del tabac, el te i el sucre, els productes de serradora, el ciment i els béns de consum. La taxa de creixement de la producció industrial s'estima en un 10% (2009). El país no fa un ús significatiu del gas natural. Des de 2008 Malawi no importa ni exporta electricitat, però importa tot el seu petroli, sense producció al país. A partir del 2006, el país va començar a barrejar gasolina sense plom amb un 10% d'etanol, produït al país en dues plantes, per reduir la dependència del combustible importat. El 2008, Malawi va començar a provar vehicles que funcionaven únicament amb etanol i els resultats inicials són prometedors i el país continua augmentant l'ús d’etanol.
Des del 2009 Malawi exporta aproximadament 945 milions de dòlars EUA en mercaderies a l'any. La forta dependència del tabac suposa una forta càrrega per a l'economia a mesura que disminueixen els preus mundials i la comunitat internacional augmenta la pressió per limitar-ne la producció. La dependència de Malawi del tabac creix, amb un producte que va passar del 53% al 70% dels ingressos per exportacions entre el 2007 i el 2008. El país també depèn en gran manera del te, el sucre i el cafè, que juntament amb el tabac suposen un 90% dels ingressos per exportacions.  A causa d'un augment dels costos i una disminució dels preus de venda, Malawi està animant els agricultors a deixar el tabac cap a cultius més rendibles, incloses espècies com ara el pebre vermell. L’allunyament del tabac s'alimenta encara més pels moviments de l'Organització Mundial de la Salut contra el tipus particular de tabac que produeix Malawi, la fulla de burley, que sembla que és més perjudicial per a la salut humana que altres productes del tabac. El cànem de l'Índia és una altra possible alternativa, però s'ha argumentat que provocarà més delinqüència al país gràcies a la seva semblança amb varietats de cànnabis utilitzades com a droga recreativa i la dificultat per distingir entre els dos tipus. Aquesta preocupació és especialment important perquè el cultiu del cànnabis malawi, conegut com Malawi Gold, una droga, ha augmentat significativament. Malawi és conegut per cultivar el millor cànnabis del món per ús de drogues recreatives, segons un informe recent del Banc Mundial, i el cultiu i les vendes del cultiu poden contribuir a la corrupció de la força policial.
Altres productes exportats són cotó, cacauets, productes de fusta i roba. Les principals destinacions per a les exportacions del país són Sud-àfrica, Alemanya, Egipte, Zimbabwe, els Estats Units, Rússia i els Països Baixos. Actualment, Malawi importa uns 1.625 milions de dòlars EUA en béns a l'any, principalment aliments, productes derivats del petroli, béns de consum i equips de transport. Els principals països d’on importa Malawi són Sud-àfrica, l’Índia, Zàmbia, Tanzània, els EUA i la Xina. 
El 2006, en resposta a les collites agrícoles desastrosament baixes, Malawi va iniciar un programa de subvencions a fertilitzants, el Programa de Subvenció d’Introducció de Fertilitzants (FISP), que va ser dissenyat per revitalitzar la terra i augmentar la producció de cultius. S'ha informat que aquest programa, defensat pel president del país, millora radicalment l'agricultura i fa que Malawi esdevingui un exportador net d'aliments a països propers. Els programes de subvenció de fertilitzants FISP van acabar amb la mort del president Mutharika; el país es va enfrontar ràpidament a l'escassetat d'aliments i els agricultors van mostrar reticències a comprar fertilitzants.
El 2016, Malawi va ser afectada per una sequera i, al gener de 2017, el país va informar d’un brot de cucs de l'exèrcit africà (Spodoptera exempta) al voltant de Zomba. L'arna és capaç d'eliminar camps sencers de blat de moro, el gra bàsic dels habitants empobrits. El 14 de gener de 2017, el ministre d'Agricultura, George Chaponda, va informar que havien quedat destruides 2.000 hectàrees de conreu, havent-se escampat el brot a nou dels vint-i-vuit districtes.

## Demografia
Malawi té més de 18 milions d'habitants, amb una taxa de creixement del 3,32%, segons les estimacions del 2018. Es preveu que la població creixi fins a més de 45 milions de persones el 2050, gairebé triplicant els 16 milions estimats el 2010. La població estimada de Malawi per al 2016 és, segons les estimacions més recents, de 18.091.575.

## Cultura
Hi ha uns homes anomenats homes hiena (també presents a Nigèria) que són contractats per famílies perquè tinguen sexe amb les filles de la família que hagen tingut la primera menstruació. També són pagats perquè tinguen sexe després d'un avortament o enviduar. Aquest sexe forma part d'un ritual de purificació i és fet sobretot al sud del país.